# 濮文暹
濮文暹（1830年—1909年）原名濮守照，字青士，晚号瘦梅子。江苏省溧水县崇贤乡（今柘塘镇）地溪村人，清朝进士、官员。

## 生平
濮氏先祖于南宋淳祐年间从河南卫辉迁居溧水。濮文暹的父亲濮瑗生有四子二女，濮文暹是长子，以下诸弟为濮文升、濮文昶、濮文曦，二女是濮文漪、濮文湘。濮文暹补县学附生，随父亲入选至四川省。因为太平军攻占金陵，省试取消，濮文暹乃更名“文暹”，到北京应顺天府乡试，和三弟濮文昶同科中咸丰己未（1859年）举人，后来又同科中同治乙丑（1865年）进士。此後，濮文暹先在刑部任职，历任刑部陕西司主事、员外郎，刑部四川司郎中。在刑部任职达十多年，任内“居心平恕，察事精详”，著有《提牢琐记》。
光绪九年（1883年），濮文暹获简入潼关道堂，后来改授为南阳府知府。濮文暹任南阳府知府前后十多年，其间还曾任开封府知府、彰德府知府。在南阳府任上，濮文暹革除了童生参加府试必须捐钱的制度。他还在南阳府东境的淮河修堤，获上司晓谕各府县效仿。濮文暹在南阳府为政有方，获加封三品官衔，赏戴花翎，升用道员。
濮文暹工诗文、擅声曲，爱读《红楼梦》。清朝同治四年（1865年），濮文暹与弟弟濮文昶为《脂砚斋重评石头记》作题跋。
继母去世后，濮文暹忧归，不再任官，担任府学堂总教习。光绪三十一年（1905年），到在山东当官的长子濮贤恪的任所居住。宣统元年（1909年）农历十二月初九，在其处逝世，享年80岁。

## 著作
- 《提牢琐记》(1866年-1882年)
- 《见在龛集》（8册22卷）
- 《见在龛杂作存稿》（4册）[1]

## 家庭
- 父：濮瑗，生有四子二女，濮文暹为长子。
- 二弟：濮文升
- 三弟：濮文昶
- 四弟：濮文曦
- 姊妹：濮文漪
- 姊妹：濮文湘
- 长子：濮贤恪